# Metania ovogemata
Metania ovogemata är en svampdjursart som beskrevs av Stanisic 1979. Metania ovogemata ingår i släktet Metania och familjen Metaniidae.
Artens utbredningsområde är havet kring Australien. Inga underarter finns listade i Catalogue of Life.